# جميلة جميل
جميلة علياء بورتون جميل (بالإنجليزية: Jameela Jamil)‏ (من مواليد 25 فبراير 1986) ممثلة بريطانية، عارضة أزياء، مقدمة وناشطة بدأت جميلة حياتها المهنية كمدرسة للغة الإنجليزية قبل أن تصبح مقدمة في قناة T4 من عام 2009 حتى عام 2012. أصبحت مضيفة إذاعية لـ The Official Chart ، وكان مشاركًا مضيفًا في تحديث الرسم البياني الرسمي إلى جانب Scott Mills على بي بي سي راديو 1. كان جميل هو أول مذيعة منفردة لبرنامج بي بي سي راديو 1 تشارت.
بعد خوف من سرطان الثدي في عام 2016، انتقلت جميل إلى أمريكا لتصبح كاتبة سيناريو. كانت جميل تختبر في تجربة أداءً لمايكل شور، وتم تمثيلها لدور تهاني الجميل في المسلسل التلفزيوني الأمريكي The Good Place. تلقى المعرض إشادة من النقاد، حيث تم ترشيحه لجائزة جولدن جلوب وهو نجاح تجاري.

## نشأتها
ولد جميلة في لندن لأبوين باكستانيين بريطانيين في 25 فبراير 1986. إنها لا تتبع أي دين ولم تربي لتتبعه. ولدت جميل بفقدان السمع الخلقي والتهاب المتاهة، والتي كان عليها إجراء عدة عمليات لتصحيحها. قالت إنها «تتمتع بنسبة 70 ٪ من السمع في أذنها اليسرى و 50 ٪ في أذنها اليمنى» اعتبارا من عام 2015. في المدرسة، تقول جميل إنها كانت «خجولة وخجولة». تشمل اهتماماتها الفن والبيولوجيا. عندما كانت مراهقة، عانت من مرض فقدان الشهية العصبي، ولم تتناول وجبة كاملة تتراوح أعمارهم بين 14 و 17 عامًا. وقد صرحت بأنها تعتقد أن اضطرابات الأكل لديها قد نشأت بسبب ضغط اجتماعي 
في سن السابعة عشر، أصيب جميل بصدمة سيارة بعد أن طاردته نحلة، مما أدى إلى كسر عدة عظام وإلحاق أضرار بعمودها الفقري. قيل لها إنها قد لا تمشي أبدًا، ولكن بعد علاج الستيرويد والعلاج الطبيعي، تعافت ببطء، باستخدام إطار زيمر لبدء المشي. تستشهد بحادث السيارة على أنها ما دفعها نحو الشفاء حيث «غيّرت علاقتها مع جسدها» و «طرحت حرفًا بعض المعاني في بلدها». قامت جميل بتدريس اللغة الإنجليزية للطلاب الأجانب في مدرسة كالان للغة الإنجليزية في أوكسفورد ستريت بلندن؛ كما عملت كعارضة أزياء ومصورة وكشافة أزياء لشركة بريميوم مودل مانجمنت ليميتد.

## الوظيفي

### مسيرتها المهنية في وقت مبكر
ظهرت على E4 show Music Zone قرب نهاية عام 2008. بدأت في تقديم T4 في عام 2009. في يناير 2009، غادرت اليكسا تشونغ برنامج تلفزيوني الصباحي فريشلي سكويزيد. خلف جميل تشونغ كمضيف مشارك، إلى جانب نيك غريمو. قدم جميل "The Closet"، وهو عرض للأزياء عبر الإنترنت على موقع التواصل الاجتماعي بيبو. تم إنشاؤه وإنتاجه بواسطة Twenty Twenty Television ، وقد شكل جزءًا من برنامج عمولة «بيبو أوريجينالز». تم تصوير جميل من أجل فيلم روائي عن «فئة الافتتاحية البريطانية لعام 2010» في يناير من ذلك العام، بقلم ديفيد بيلي.
من عام 2011 إلى عام 2014، كتبت عمودًا للشركة، وهي المجلة الشهرية النسائية. في يناير 2012، حلت جميل محل يونيو ساربونج كمضيف جديد لـ Play It Straight ، وهو عرض واقعي أمضت فيه امرأة وقتًا مع مجموعة من الرجال في محاولة لتمييز أي منهم من المثليين جنسياً وأي منهما كان مستقيمًا. في عام 2012، أعلن أن ريجي ييتس سيغادر بي بي سي راديو 1 وأن جميل سيحل محله. في نهاية عام 2012، أصبح جميل المضيف الإذاعي لـ The Official Chart ، وكان مشاركًا مضيفًا في تحديث الرسم البياني الرسمي إلى جانب سكوت ميلز على إذاعة بي بي سي راديو.

### الانتقال إلى التمثيل

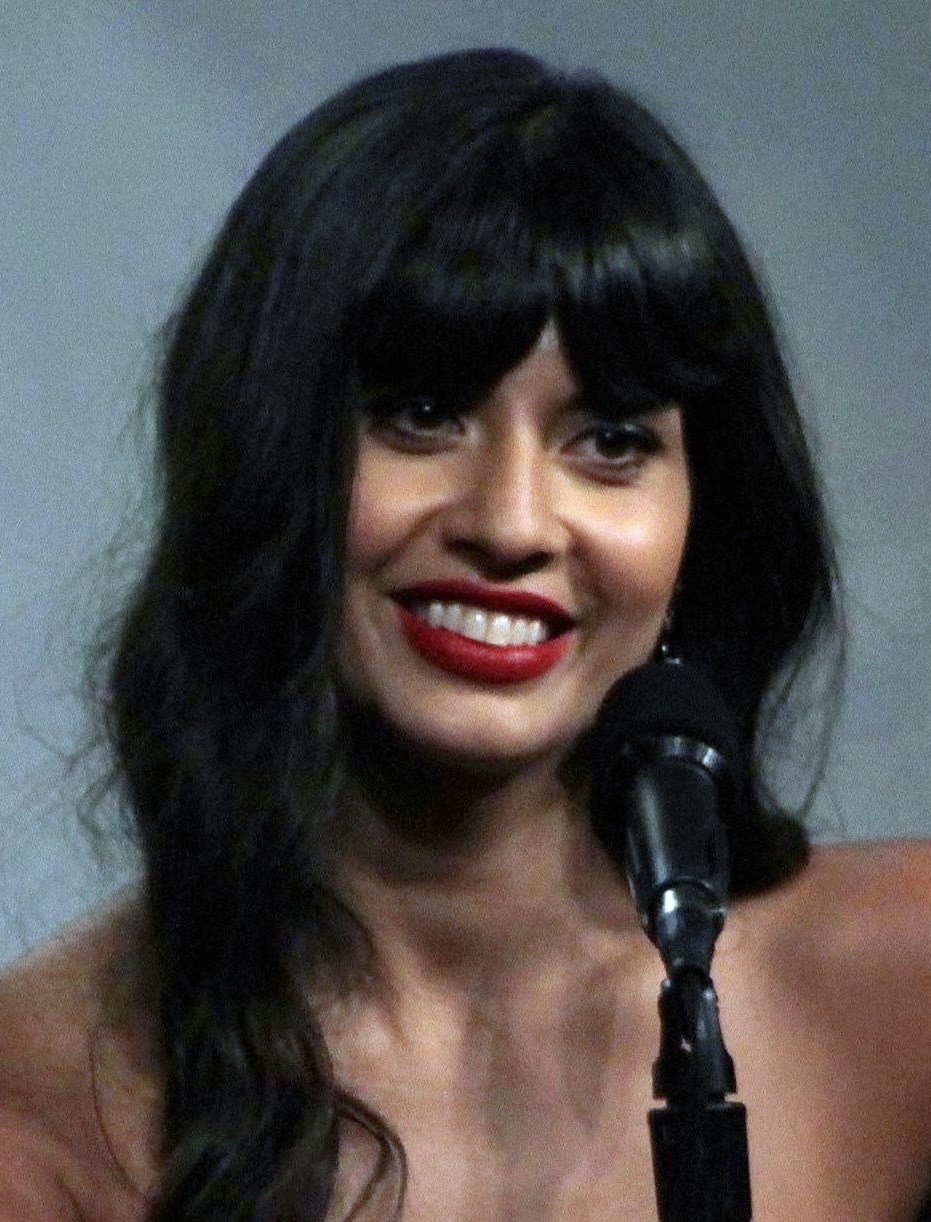
Jamil at the 2018 San Diego Comic-Con

في عام 2016، في التاسعة والعشرين من العمر وبعد تعرضه لخطر سرطان الثدي، غادرت جميلة لندن وانتقل إلى لوس أنجلوس دون خطط للعمل، ولكن بدلاً من ذلك كان ينوي العمل على الدي جي والعمل على تقديم برامج إذاعية. تم التواصل مع جميل بواسطة وكيلها وأخبره أن مايكل شور، الذي شارك في إنشاء منتزهات وترفيه، كان يبحث عن ممثلة بريطانية عن سلسلة كوميديا جديدة قادمة. على الرغم من أن جميل لم يكن لديه خبرة سابقة في التمثيل في هذه المرحلة وكان حريصًا على الاختبار، فقد وافقت على الاختبار، وتم استدعائها لاحقًا لإجراء مقابلة ثانية وتم استدعاؤها لتأكيد أنها هبطت في الدور.
تم عرض البرنامج لأول مرة في سبتمبر 2016، حيث كان جميل عضوًا منتظمًا في مسلسل كوميديا خيالي The Good Place ، حيث تلعب دور تهاني الجميل، جنبًا إلى جنب مع كريستين بيل وتيد دانسون. أصبحت شخصية جميلة معروفة بميلها إلى إسقاط الاسم. تلقى المعرض تقييمات من الهذيان من النقاد، وحصل على تصنيف 100 ٪ على الطماطم الفاسدة، مشيدا بأغاني التمثيل والفلسفية. وفي عام 2018 تم ترشيحه لجائزة أفضل مسلسل تلفزيوني - موسيقي أو كوميدي في حفل توزيع جوائز غولدن غلوب. من الناحية التجارية، أصبح العرض ناجحًا، حيث بلغ متوسطه 10 ملايين مشاهد أسبوعيًا عند حساب منصات البث، وأصبح واحداً من أعلى البرامج التي حازت عليها هيئة الإذاعة الوطنية.
صنعت أول غلاف للمجلة الأمريكية في عدد فبراير 2018 من The Cut. قدمت جميل صوتها كضيف على المسلسل التلفزيوني المتحركة DuckTales. في عام 2018، انضم جميل إلى مجموعة الرسوم الكاريكاتورية المستوحاة من ديزني في فيلمها الخيالي في جالبور. ميرا، المخبر الملكي، من المتوقع أن يبث على قنوات ديزني جونيور في عام 2020، مع جميل يلعب ميراز العمة بوشبا. في عام 2018، بدأ جميل باستضافة مقطع متكرر على Last Call مع كارسون دالي بعنوان Wide Awake مع جميلة جميل.

## حياتها الشخصية
جميل على علاقة مع الموسيقي جيمس بليك منذ عام 2015. في سن 29 غادرت لندن وانتقلت إلى لوس أنجلوس.

## روابط خارجية
- جميلة جميل على موقع IMDb (الإنجليزية)
- جميلة جميل على موقع روتن توميتوز (الإنجليزية)
- جميلة جميل على موقع ميوزك برينز (الإنجليزية)
- جميلة جميل على موقع ديسكوغز (الإنجليزية)
- جميلة جميل على موقع قاعدة بيانات الفيلم (الإنجليزية)
- الموقع الرسمي
- جميلة جميل في قاعدة بيانات الأفلام على الإنترنت
- jameelajamilعلى تويتر.